# Ricardo Esteves
Pour les articles homonymes, voir Esteves.
Ricardo Esteves, de son nom complet Ricardo Filipe Santos Esteves, né le 16 septembre 1979 à Lisbonne, est un footballeur portugais évoluant principalement au poste de défenseur droit, mais également parfois comme milieu droit.

## Biographie

### En club
Arrivé au SL Benfica à l’âge de 11 ans, il navigue constamment entre l’équipe première et l’équipe réserve du club, ne disputant que dix matchs en Primeira Liga, tous au cours de la même saison. Il est prêté une fois pendant son contrat et effectue également un bref passage avec l’équipe satellite FC Alverca.
Libéré en janvier 2002, Esteves enchaîne rapidement les passages au SC Braga, au CD Nacional puis au FC Paços de Ferreira. Il entame ensuite une aventure à l’étranger, jouant trois saisons en Italie avec la Reggina Calcio (deux) et le Vicenza Calcio, évoluant dans les deux principaux niveaux du championnat italien.
Esteves passe la saison 2007-2008 dans son pays, au CS Marítimo, avant de repartir à l’étranger, cette fois en Grèce, à l’Astéras Trípolis. En janvier 2010, il est transféré au FC Seoul, où il marque lors de son premier match contre le Daejeon Citizen FC.
En juin, après avoir inscrit quatre buts et délivré autant de passes décisives, Esteves est libéré par le club. À la fin du mois, il retourne au Portugal et retrouve son ancien club, le CS Marítimo, qui s’était qualifié en 2010-2011 pour la Ligue Europa.
Dans sa carrière, Esteves dispute au total 117 matchs en première division portugaise, 30 matchs pour 2 buts inscrits en première division italienne et 24 matchs en première division grecque.

## En sélection
Esteves évolue dans les sélections portugaises de jeunes. Il participe avec les moins de 20 ans au Mondial 1999 organisé au Nigeria. En huitièmes de finale face au Japon, alors que l’équipe n’avait plus de remplaçants disponibles et que Sérgio Leite (en) se blesse, il évolue au poste de gardien de but pendant plus d’une heure, ne concédant aucun but durant le temps réglementaire. Le Portugal est finalement éliminé aux tirs au but (1–1 après prolongation, 4–5 t.a.b.).

## Palmarès
Portugal - 16 ans
- Euro - 16 ans :
  - Vainqueur : 1996.